# Истменская школа музыки
Истменская школа музыки (англ. Eastman School of Music) — частная американская консерватория, структурное подразделение Рочестерского университета. Расположена в городе Рочестер, штат Нью-Йорк. Учреждена в 1921 году по инициативе и на средства изобретателя и предпринимателя Джорджа Истмена и носит его имя. В основу Истменской школы легла частная музыкальная школа DKG, работавшая в Рочестере с 1912 года под руководством пианиста Альфреда Клингенберга, дирижёра Германа Досенбаха и хормейстера Оскара Гариссена.
В настоящее время в Истменской школе обучается около 900 студентов, из которых примерно четверть — иностранцы.

## Директора школы
- Альфред Клингенберг (1921—1923)
- Говард Хансон (1924—1964)
- Уолтер Хендл (1964—1972)
- Роберт Фримен (1973—1996)
- Джеймс Андеркофлер (1996—2006)
- Дуглас Лоури (с 2007 года)